# Andrzej Lewandowski (dziennikarz)
Andrzej Lewandowski (ur. 12 marca 1935 w Warszawie) – polski dziennikarz sportowy.
Jego ojciec – adwokat, aresztowany przez gestapo, zesłany w grupie warszawskich prawników w I Warszawskim Transporcie do KL Auschwitz, został zamordowany w styczniu 1941. Matka zginęła w 1944 r. podczas powstania warszawskiego.
Magister dziennikarstwa, absolwent Wydziału Dziennikarstwa Uniwersytetu Warszawskiego (1956). Od 1953 pracował jako dziennikarz sportowy w "Trybunie Ludu" (od 1956 jako pracownik etatowy), a od 1990 do przejścia na emeryturę w 1996 w "Trybunie". Był tam m.in. kierownikiem działu sportowego. Od 1961 członek PZPR. 
Relacjonował m.in. Igrzyska Olimpijskie (1972-1992), mistrzostwa świata w szermierce, hokeju, podnoszeniu ciężarów i kolarstwie. Był członkiem komitetu organizacyjnego Wyścigu Pokoju, współorganizatorem Turnieju im. Feliksa Stamma, działaczem Polskiego Komitetu Olimpijskiego.  Został odznaczony Krzyżem Kawalerskim (1978) i Oficerskim (1988) Orderu Odrodzenia Polski,  Złotym i Srebrnym Krzyżem Zasługi, Medalem 40-lecia Polski Ludowej, Złotym i dwukrotnie Srebrnym Medalem „Za Zasługi dla Obronności Kraju”, Złotą Odznaką honorowa „Za Zasługi dla Warszawy”, Złotą Odznaką „Zasłużony Działacz Kultury Fizycznej”, Brązową Odznaką „Za zasługi w ochronie porządku publicznego” i innymi. Laureat wielu nagród.
Prowadzi blog pod tytułem "Echa wydarzeń".